# Société Omnisports de l'Armée
El Société Omnisports de l'Armée, conocido comúnmente con el nombre SOA, es un equipo de fútbol de Costa de Marfil que milita en la Primera División de Costa de Marfil, la liga de fútbol más importante del país.

## Historia
Fue fundado en el año 1932 en la antigua capital de Costa de Marfil, Yamoussoukro y ha sido campeón de la Primera División en una ocasión, ha sido campeón de Copa en 1 ocasión y en otra fue finalista.
A nivel internacional ha participado en 5 torneos continentales, donde su mejor actuación ha sido en la Recopa Africana 1997, donde alcanzó los cuartos de final.

## Palmarés
- Primera División de Costa de Marfil: 1

2019
- - Subcampeón: 2

1995, 1997
- Copa de Costa de Marfil: 1

1996
- - Finalista: 1

2006
- Félix Houphouët-Boigny Cup: 1

1996

## Participación en competiciones de la CAF
| Temporada | Torneo                       | Ronda            | Club                  | Casa  | Visita | Global  |
| --------- | ---------------------------- | ---------------- | --------------------- | ----- | ------ | ------- |
| 1996      | Copa CAF                     | 1                | Dragons FC de l'Ouémé | 2-0   | 1-0    | 3-0     |
| 1996      | Copa CAF                     | 2                | ES Sahel              | 2-1   | 1-3    | 3-4     |
| 1997      | Recopa Africana              | 1                | Vita Club Mokanda     | 2-1   | 0-0    | 2-1     |
| 1997      | Recopa Africana              | 2                | AS Dragons            | w.o.1 | w.o.1  | w.o.1   |
| 1997      | Recopa Africana              | Cuartos de final | SS Saint-Louisienne   | 3-1   | 0-2    | 3-3 (a) |
| 1998      | Copa CAF                     | 1                | Energie FC            | 5-1   | 3-0    | 8-1     |
| 1998      | Copa CAF                     | 2                | CS Sfaxien            | 0-0   | 1-3    | 1-3     |
| 2009      | Copa Confederación de la CAF | Preliminar       | Mighty Barrolle       | 2-1   | 2-0    | 4-1     |
| 2009      | Copa Confederación de la CAF | 1                | CRD do Libolo         | 0-1   | 3-5    | 3-6     |
| 2019/20   | Liga de Campeones de la CAF  | Preliminar       | FC Nouadhibou         | 0-0   | 0-1    | 0-1     |

1- AS Dragons abandonó el torneo.

## Jugadores

### Jugadores destacados
| - Louis Philippe Ahou - Thierry Gohousou Anékoré - Jean Claude Aubert - Mory Diomandé - Victorien Bolou Djedje - Simon Kango - Alassane Karamoko - Takoré Kipré - Jean Konan Kouakou | - Nicolas Kouassi - Pierre M'Bema - Elias M'Boua - Kusambois N'Da - Fabrice Kouadio N'Dri - Comoé Ngoran Nguessan - Koffi Olie - Olivier Gnakabi Ottro - Issouf Sangare | - Tiecoura Sea - Jean-Claude Tanoh - Adou Peter Tayoro - Guy Narcisse Toussaint - Eric Michel Wassawaly - Jules Cesar Kouadio Yoboué - Charles Lignon Yoro - Olivier Biland Zerehoue - Mohamed-Lamine Diaby |